# Collégiale Notre-Dame-des-Marais de Villefranche-sur-Saône
Pour les articles homonymes, voir Notre-Dame-des-Marais.
La collégiale Notre-Dame-des-Marais est une ancienne collégiale située à Villefranche-sur-Saône, dans le département français du Rhône en région Auvergne-Rhône-Alpes.
Sa flèche culmine à 80 mètres de haut. Elle est classée à l'inventaire par la liste de 1840 des monuments historiques ; son orgue Callinet de 2 300 tuyaux l'est également.

## Histoire

### Construction

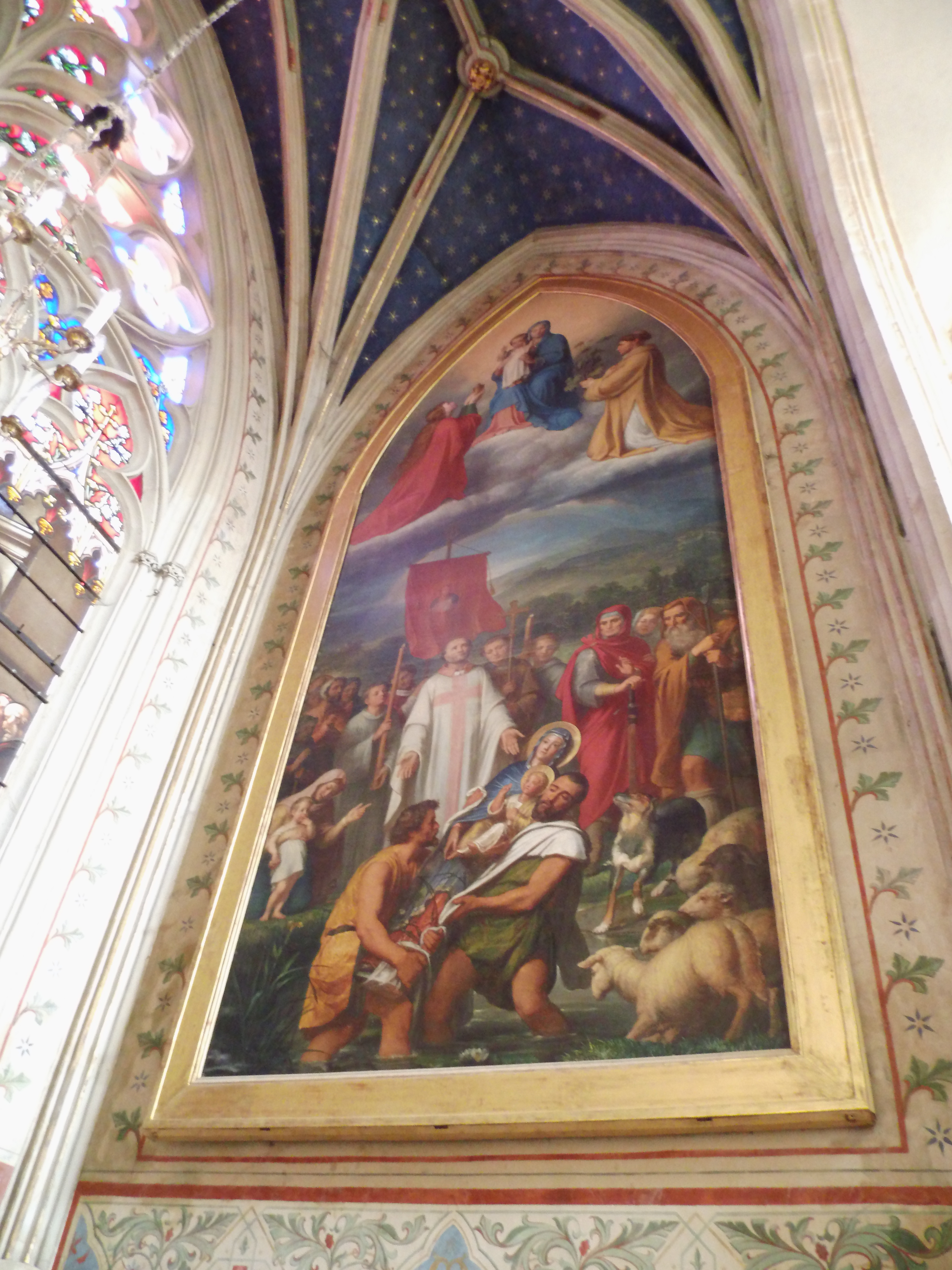
Tableau illustrant la légende de la trouvaille de la statuette de la Vierge.

La légende locale affirme qu’une statuette de Marie aurait été trouvée par les bergers dans les marais entourant Villefranche ; transportée dans la chapelle de la Madeleine, hors les murs, alors seule église de Villefranche, la statuette aurait été retrouvée le lendemain à nouveau au milieu des marais, ce qui aurait incité la population locale à construire une nouvelle église en ce lieu, d'où le nom de l'édifice.
La construction de l'église Notre-Dame des Marais est commencée au XIIIe siècle : c'est alors une chapelle dépendant de l'église de la Madeleine. À la fin du Moyen Âge, les rôles sont inversés et c'est Notre-Dame-des-Marais qui est devenue l'église principale de la ville. L'église de la Madeleine est délaissée au XVe siècle et ruinée au XVIe siècle). En conséquence, aux XVe et XVIe siècles,  Notre-Dame-des-Marais est par deux fois agrandie, l'agrandissement portant sur l'adjonction de deux nefs, l’allongement de celles-ci, le rajout de chapelles latérales, puis, entre 1498 et 1518, sur l'adjonction de la façade occidentale et de la tour.
La construction de Notre-Dame-des-Marais est financée principalement par les échevins et les particuliers de Villefranche, les seigneurs de Beaujeu n'intervenant que très marginalement dans la dotation de l'église. En revanche, les agrandissements de la fin du XVe siècle sont largement permis par les libéralités de Pierre II de Bourbon, qui consacre en 1499 douze mille 
livres à la décoration du nouveau portail.

### Destructions, reconstructions et insertion urbaine
En 1568, un incendie ravage l'édifice, dont la flèche est ruinée. En 1682, l'église est érigée en collégiale par Mgr Camille de Neufville de Villeroy.
Lors de la Révolution française, les statues ornant le portail de la façade sont mutilées. Par ailleurs, les travaux menés sur la rue Nationale (alors section de la RN6) exhaussent la chaussée et, par conséquent, contribuent à abaisser l'entrée de l'église. En 1862, la flèche est rebâtie.

## Architecture

### Les extérieurs
Le parvis de la cathédrale était historiquement pavé de dalles que l'on appelle calades, ce qui a d'ailleurs donné leur nom aux habitants de Villefranche : les Caladois.

### Aménagement intérieur

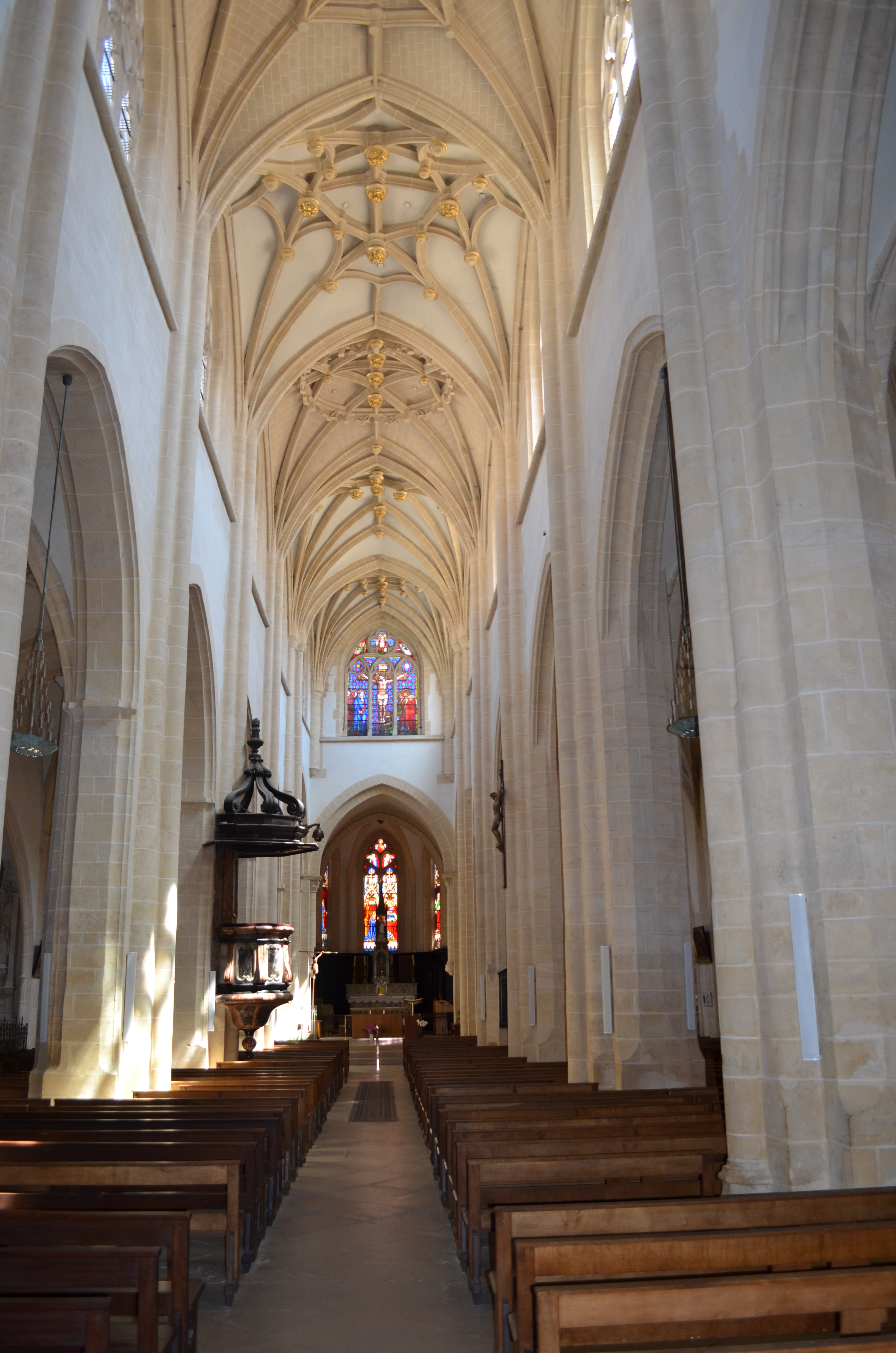
La nef centrale de Notre-Dame-des-Marais.

L'église est à trois nefs de huit travées de longueur ; sur les deux nefs latérales s'ouvrent des chapelles ornées par les vitraux qui ont fait la renommée de l'édifice.

### Les vitraux
La collégiale est une des rares églises de la région à posséder un ensemble de vitraux datant de la fin du Moyen Âge. Toutefois, une première destruction de ce patrimoine intervient en 1828, quand le curé cède au marquis de Sermezy une bonne partie des vitraux pour les remplacer par du verre blanc ; les protestations du maire de Villefranche, adressées en 1835, ne sont pas suivies d'effet,.
Ces vitraux sont décrits une première fois par le père Laverrière en 1852 ; cependant, celui-ci ne choisit pas un recensement systématique des vitraux en fonction de leur position dans l'édifice, mais un regroupement par thème. Or plusieurs des verrières, endommagées, sont déménagées voire remplacées lors de la restauration de 1858 ; aussi il est malaisé de connaître l'arrangement originel des ouvrages médiévaux.

### Liens Externes
- Paroisse Sainte Anne des Calades : Notre Dame des Marais - Messe.info